# Mel Dalgleish
Melvyn « Mel » Dalgleish, né le 24 janvier 1959, est un ancien joueur australien de basket-ball. Il évolue durant sa carrière au poste d'ailier